# Neal Anderson
Charles Neal Anderson (Dothan, 14 agosto 1964) è un ex giocatore di football americano statunitense che ha militato nel ruolo di running back nella National Football League (NFL).

## Carriera
Al college Anderson giocò a football a Florida. Fu scelto dai Chicago Bears nel corso del primo giro (ventisettesimo assoluto) nel Draft NFL 1986. Sì unì alla franchigia immediatamente dopo la vittoria del Super Bowl nel 1985, venendo chiamato per essere il sostituto della leggenda dei Bears Walter Payton, leader di tutti i tempi del club per yard corse in carriera e all'epoca anche della NFL. Dopo il ritiro di Payton nel 1987, Anderson divenne il running back titolare.
Le migliori stagioni di Anderson giunsero sul finire degli anni ottanta, quando corse oltre 1.000 yard in tre stagioni consecutive. In tutte e tre segnò oltre 10 touchdown ed ebbe una media di oltre 4 yard a possesso. La sua migliore annata fu quella del 1989, in cui corse 1.275 yard, ne ricevette 434 e segnò 15 touchdown. Fu convocato per il Pro Bowl per quattro stagioni consecutive tra il 1988 e il 1991. Si ritirò dopo il 1993 a causa degli infortuni e rimane terzo nella classifica della yard corse della storia del club dietro a Payton e a Matt Forté.

## Palmarès
- Convocazioni al Pro Bowl: 4

1988, 1989, 1990, 1991
- Second-team All-Pro: 1

1990